# تپه لالار
تپه لالار مربوط به دوره ساسانیان - دوران‌های تاریخی پس از اسلام است و در دره بدره، شهرستان بدره، ساحل رود سیمره واقع شده و این اثر در تاریخ ۲۴ شهریور ۱۳۱۰ با شمارهٔ ثبت ۵ به‌عنوان یکی از آثار ملی ایران به ثبت رسیده است.
رییس سازمان میراث فرهنگی، صنایع دستی و گردشگری ایلام در سال ۱۳۸۶ به ایرنا گفت: تپه تاریخی «لالار» پس از ۷۶ سال فراموشی مورد شناسایی مجدد قرار گرفته است ... او اظهار داشت: «اکنون به‌سبب ناشناخته ماندن این اثر تاریخی و احداث سد سیمره در بالادست اثر و آب‌گیری آن در سال‌های آینده خطری است که تپه لالار را تهدید می‌کند». 